# Neftiànaia
Neftiànaia - Нефтяная (rus) - és una stanitsa del krai de Krasnodar, a Rússia. Es troba als vessants septentrionals del Caucas occidental, a la vora esquerra del riu Tukha, a 12 km al sud-oest d'Apxeronsk i a 90 km al sud-est de Krasnodar, la capital.
Pertany al municipi de Neftegorsk.